# Inka Birodalom
Az Inka Birodalom (kecsua: Tawantinsuyu) a spanyolok hódításai előtt létező ősi indián civilizáció Dél-Amerikában. Közigazgatási, politikai és katonai központja Cuzco volt. Legnagyobb kiterjedésekor magába foglalta a mai Ecuador, Peru, Kolumbia, Bolívia, Argentína és Chile több részét. Az inkák uralkodójukat, a sapa inkát istenként tisztelték, a Nap gyermekének és számos nép urának tartották, ennél fogva császárnak tekintendő.
Az inkák egy történelmi fejlődés utolsó szakaszának voltak főszereplői. Az Inka Birodalom egyike volt a világ legnagyobb és legfejlettebb kultúráinak a 13-16. század között.
A kecsua néphez tartozó inka törzs tagjai hozták létre a Cuzco-völgyben, a Titicaca-tó melletti Collasuyo területről, más törzsekkel törzsszövetséget alkotva, a szomszédos törzseket és államalakulásokat leigázva.

## A birodalom

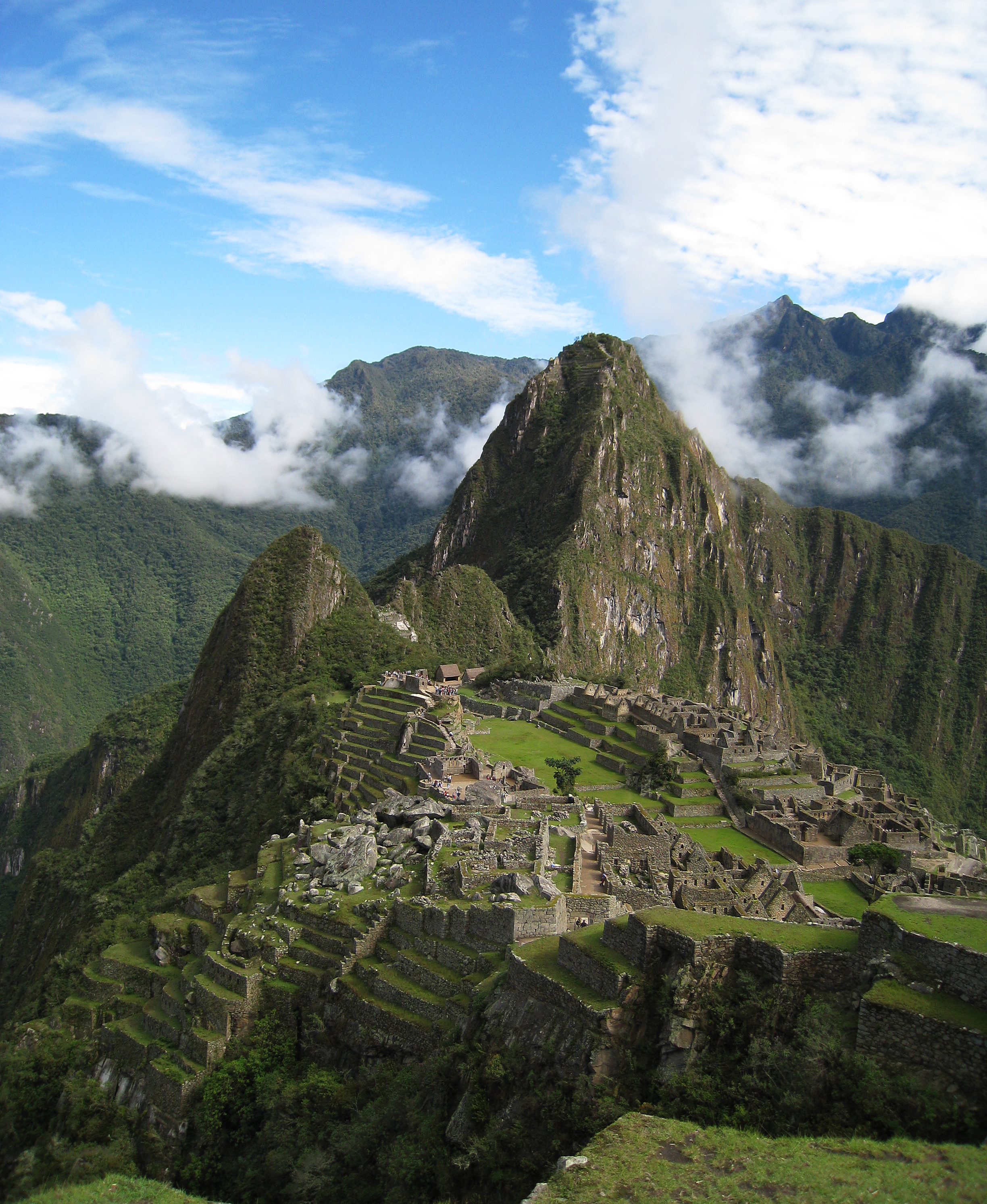
Machu Picchu látképe

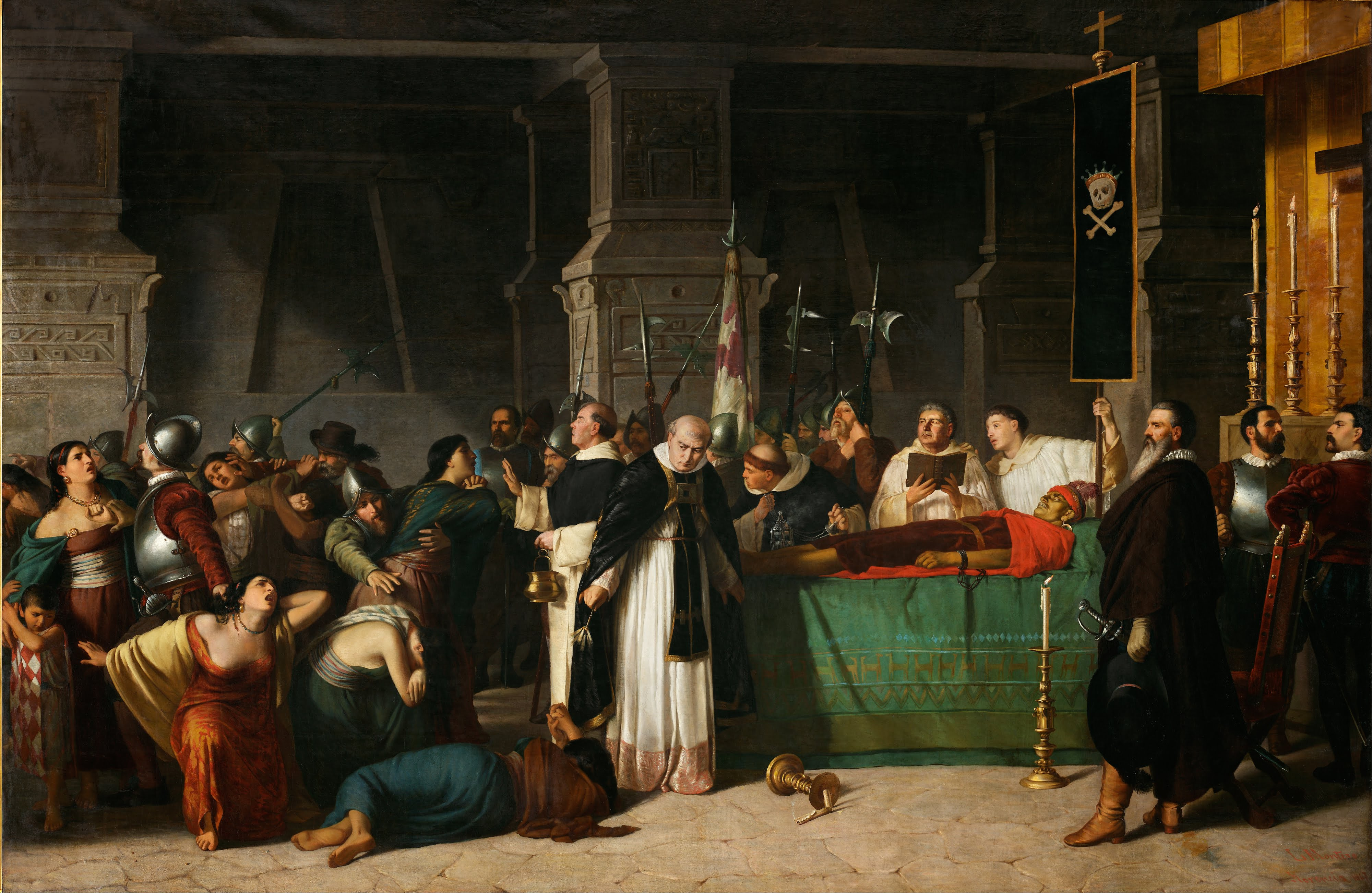
Atahualpa, az utolsó inka uralkodó halála a spanyol hódítás egyik kulcsmomentuma 1533-ban (Luis Montero festménye)

Az ajmara Tiahuanacói Birodalom széthullása után az inka törzsszövetség szállásterülete a Titicaca-tó melletti Collasuyo terület volt Pucaritambo központtal. Innen vándoroltak a Cuzco-völgyébe, ahol meghódították a kecsua törzseket és teljesen asszimilálták őket (az inkák tudatosan erőltették rá a meghódított népekre a kultúrájukat és nyelvüket), viszont az inkák átvették a kecsua nyelvet, melyet még ma is beszélnek.
Az első uralkodója Manco Cápac (a cápac kecsua nyelven urat jelent) volt.
A 14. század végén Inca Roca uralkodása idején az Inka Birodalom befolyása a Cuzco körüli 32 km-es körzetre terjedt ki. A 15. század elején Viracocha Inca (neve egyházi vezetőre utal) uralkodása alatt a terület 40 km-es körzetre nőtt.
Viracochát fia Pachacutec Inca Yupanqui (uralkodott: 1438-1471; nevében a pachacutec hadvezért jelent) követte, akit az ő fia Túpac Inka Yupanqui (uralkodott: 1471-1493). Túpac Inka Yupanqui uralkodása idején 1471-ben az Inka Birodalom észak-déli kiterjedése 4000 km, míg kelet-nyugati kiterjedése 800 km volt. A birodalom legnagyobb kiterjedését Huayna Capac (1493-1527; nevének jelentése ifjú úr) uralkodása alatt érte el, amikor a Quitói Királyságot (a mai Ecuador) meghódította.
A 16. századra az Inka Birodalom területe a mai Kolumbia déli része, Ecuador, Peru, Bolívia, Észak-Chile és Argentína északnyugati részére terjedt ki. 2 millió km² volt a területe és 10 millió fő volt a lakossága. Neve Tahuantinsuyo volt, amely kecsua nyelven a Nap négy területének birodalmát jelenti.
A 4 rész, mely földrajzilag és politikailag felosztotta az országot:
- északi része: Chinchasuyu, egy Chincha nevű tartomány után
- déli rész: Collasuyu, egy Colla nevű tartomány után
- nyugati rész: Contisuyu, egy Cunti nevű tartomány után
- keleti, őserdei rész: Antisuyu, egy keleten fekvő, Anti nevű tartomány után

A főváros Cuzco volt, amely az inkák nyelvén annyit tesz: a föld köldöke.

### Spanyol hódítás
Huayna Capac halála után fiai – Huáscar és Atahualpa – megosztották egymás között a birodalmat, majd polgárháborút vívtak, amelyből Atahualpa került ki győztesen, amikor Francisco Pizarro vezetésével 1532-ben kezdetét vette a spanyol hódítás. Pizarro az inka uralkodót táborába csalta, majd hitszegő módon meggyilkoltatta és elfoglalta az Inka Birodalom fővárosát, Cuzcót.
Az Inka Birodalom határának négy szélső vonala a spanyolok betörésekor a következő volt:
- északon elérte az Ancosmayu-folyót, mely Quito és Pasto határai között, az Egyenlítő vonala alatt szinte merőlegesen halad
- déli határa a Maulli nevű folyó volt, mely az Egyenlítőtől délre a 40. szélességi fok körül található.
- nyugaton teljes hosszában a Déli-tenger hullámai mosták, a Passau-foktól a Maulli-folyóig
- keleti határa Santa Martától a Magellán-szorosig húzódott és az őslakosok Ritisuyu-nak, azaz havas csoportnak nevezték.[1]

Atahualpa kivégzése után – a spanyol hódítók támogatásával – Manko Inka került hatalomra. Újjászervezte a hadsereget és megtámadta a spanyolokat, de a győzelem a spanyoloké lett. A veszteség után Manko Inka 30 000 harcosával Vilcabamba erdőségébe menekült, ahol felépítette Vilcabamba városát, amely soha nem került spanyol fennhatóság alá. Manko Inkát a vilcabambai táborban egy áruló spanyol katona ölte meg. A hatalom így Manko fiainak a kezébe került.
Sayri Túpac kiegyezett a spanyolokkal, de halála után 1561-ben Titu Cusi Yupanqui (uralkodott: 1561-1570) harcba szállt ellenük. Őt valószínűleg megmérgezték. 1571-ben Manko Inka 3. fia, Tupac Amaru (uralkodott: 1570-1572) lett Vilcabamba uralkodója.
A spanyolok egyre közelebb kerültek Vilcabambához, ezért Tupac Amaru úgy döntött, hogy felgyújtja a lakóépületeket és az élelmiszerraktárakat, majd odébbáll.
A lakosság egy része a hegyekben keresett menedéket, de ellenállásukat 1572. június 24-én a spanyolok véglegesen megtörték. Elérték Vilcabambát, majd tovább haladva Momori faluba jutottak, ahol elkapták Tupac Amarut és feleségével, valamint fiaival együtt kivégezték. Az inka halála után Vitcos lakatlanná vált, s Vilcabamba szintén elveszett a külvilág számára.

### Modern kor
Hiram Bingham az expedíciója során Ollantaytambo faluból indult, ahol az ott élő emberek segítségével megtalálta Vitcost. Következő expedíciója során Bingham megtalálta Machu Picchut. Bár őt tekintik a hely tudományos felfedezőjének, aki felkeltette a nemzetközi figyelmet a romvárosra, valójában egyes térképek már a 19. században utaltak Machu Picchura.
A 19. századtól Vilcabambát szisztematikusan keresték. A környéken számos inka kori rom található. A terület egyes részei még mindig feltáratlanok, részben a nehéz megközelíthetőség miatt. Viszont újabb és újabb felfedezésekről számoltak be.
Az 1997-2001 között tartott expedíciók során érintetlen sírokra és öt piramis jellegű épületre bukkantak.

## Társadalom

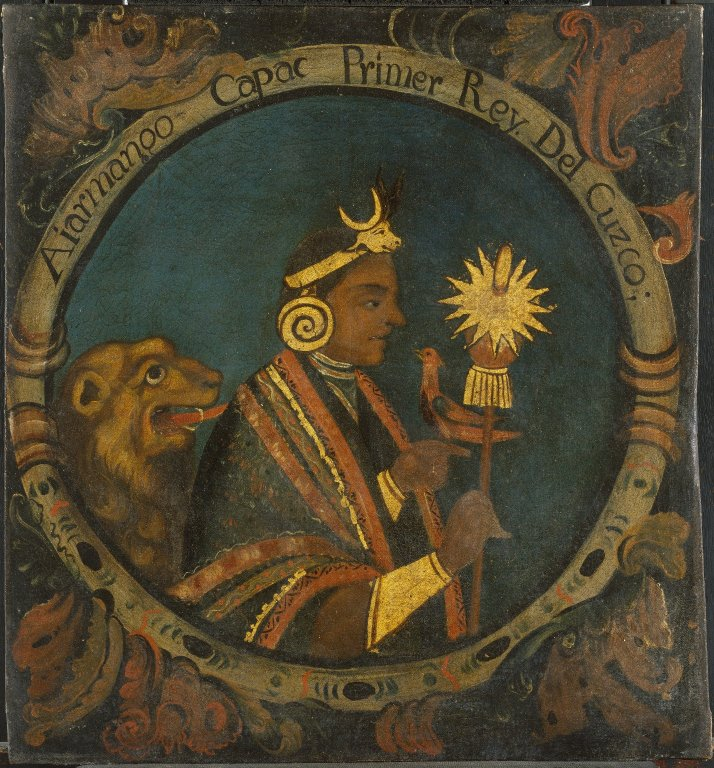
Manco Capac, első Inka, egy a 14 inka király portréja közül, kb. 18. század közepén készült

Az Inka Birodalom alapvető társadalmi és gazdasági egysége a faluközösség volt, mely a földeket és az állatállományt közösen birtokolta. Az állam élén az inka állt, akit földre szállt istenségként tiszteltek. Az ázsiai termelési mód elméletének hívei szerint az Inka Birodalom ennek a termelési módnak a tipikus megvalósulása volt.
Az államszervezet irányítói az inka törzsből alakult uralkodó osztály tagjai lettek, akik a leigázott népek adójából és a rabszolgák munkájából éltek. A meghódított fejedelmek és leszármazottaik alkották mellettük a kisebb nemességet. A papok, állami szolgák, különleges mesteremberek, öregek és betegek központi raktárakból nyerték ellátásukat.
A törvények betartása érdekében minden településen számba vették és tizedekbe osztották a lakosságot. 10 emberre 1 vezető jutott, akit tizedesnek hívtak. 5 ilyen 10 főből álló tizednek a főnöke az 50 fő élén állt. 2 ötvenes szakasz főnöke mind a 100 főt ellenőrizte, 5 ilyen század az ötszáz főre vigyázó kapitánynak volt alárendelve. Két 500 főből álló egységet egy tábornok irányított. Az 1000 főt azonban nem haladták meg, mert azt gondolták, hogy a fegyelem megtartása érdekében elég rábízni valakire 1000 embert
A tizedesek feladata volt:
- szükség esetén a szakasz szószólója lenni
- segíteni a tizeden
- beszámolni a kormányzónak vagy egyéb tisztviselőnek
- minden bűncselekményről beszámolni magasabb rangú tisztnek

## Gazdaság
Sokáig paleolit eszközöket és módszereket alkalmaztak, a neolit forradalom rendkívül lassan bontakozott ki.
A lassú neolit forradalom okai között szerepel:
- Kisszámú népesség, így nem szorultak rá az intenzív gazdálkodásra, hanem maradt a zsákmányolás. Kezdetben nem lévén háziasított állat, nem volt lehetőség a nomád állattenyésztésre sem.
- Igavonó állatok hiánya. (Ez az ősi amerikai kultúráknál mindenhol igaz volt.)
- Dél-Amerika kedvezőtlen domborzati viszonyai.
- Könnyen kitermelhető fémek hiánya.

Öntözéses, teraszos földművelést alkalmaztak. A teraszok kialakítását fejlett mérnöki ismereteik alapján kiválóan megtervezték: földhordás, földfeltöltés, folyószabályozás és mocsarak lecsapolása. A lakosság többsége földművelő volt. Bronz szerszámokat használtak. Ismerték a trágyázást. Lámát (gyapjáért és húsáért, de emellett teherhordó állat is volt) és alpakát tenyésztettek.
Fejlett volt a takácsmesterség és a kerámiaművészet. De az agyagedények korong nélkül készültek.
Aranyat, ezüstöt, rezet és ónt bányásztak. Volt kohászatuk, kiváló ötvösök és kovácsok voltak, akiknek intarziás és szegecselt munkáik magas színvonalon álltak. Bronz- és kőszerszámokat használtak, ismerték a téglát és habarcsot. A vasfelhasználásig nem jutottak el.
Termeltek: kukoricát, babot, burgonyát, gyapotot, kokát (kultikus növényként), kinoát, ullucót, ocát (ez utóbbi három gumós növény) és piros paprikát. Rendkívül magas terméshozam.

## Vallás
Az inka vallás egyesítette az animizmust, a fetisizmust és a természetistenek imádatát. A három legfontosabb istenség Virakocsa, a világegyetem teremtője, Inti, a napisten, és Apu Illapu, az esőisten volt. Gyakran mutattak be emberáldozatot is.

## Kultúra

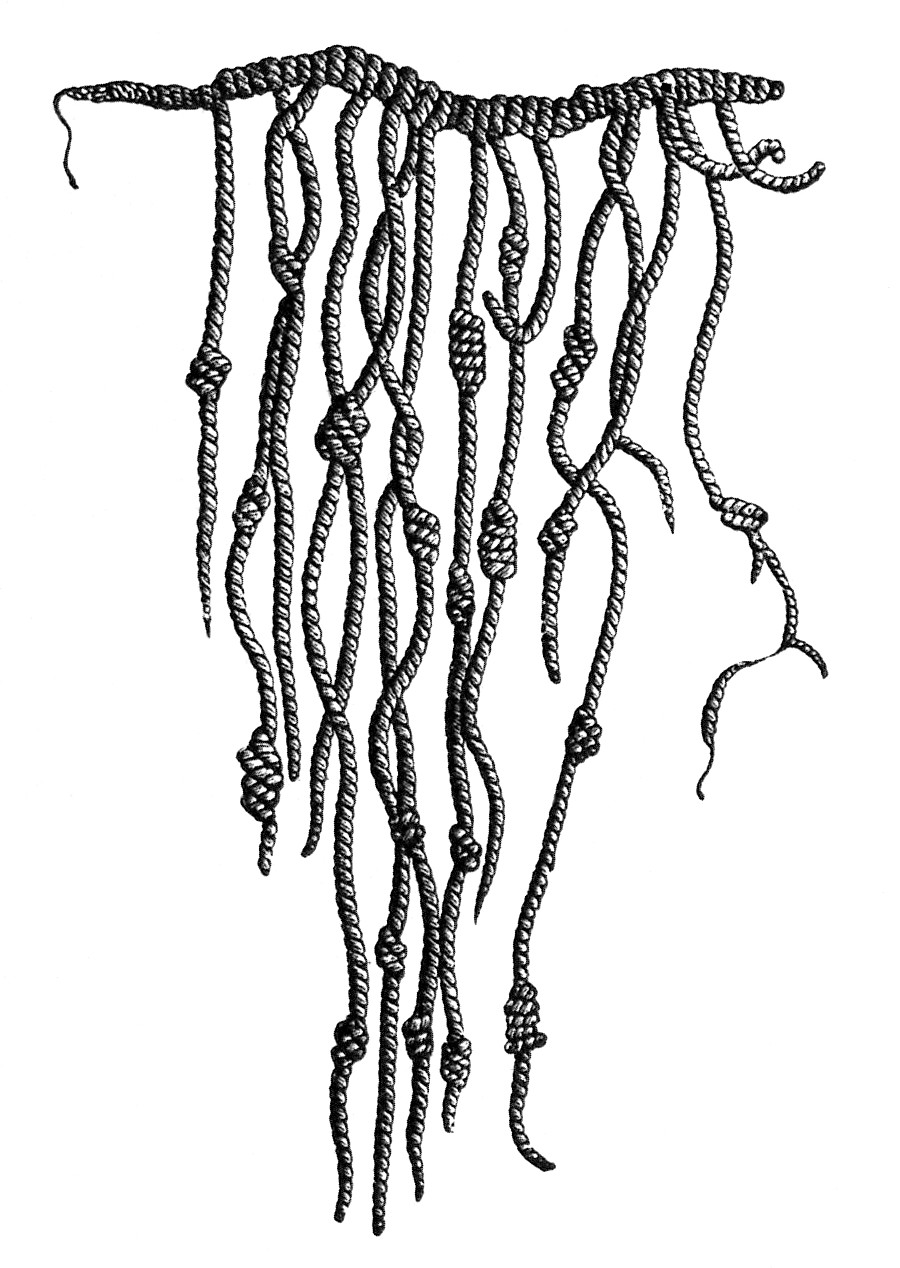
Az inka csomóírás

Betűírás helyett a kipunak nevezett csomóírást használták: különféle színű zsinórokat készítettek, s mindegyiknek megvolt a jelentése. Ezeket a zsinórokat, sorban felfűzték egy másik fonalra, amely fonalnak a színéből megértették mit mutat a zsinór. A sárga fonal aranyat, a fehér fonal ezüstöt, a piros fonal harcosokat jelentett.
Mindenről volt nyilvántartásuk. Például a települések lakosairól: az első szálon szerepeltek az öregek, hatvan évtől felfelé; a másodikon az 50 év felettiek; a harmadikon a 40 év felettiek és így tovább egészen az újszülöttekig.
A csomók sorrendjük szerint egyes, tízes, százas, ezres és tízezres számegységeket fejeztek ki. A számokat, mindegyiket elválasztva a másik számtól, a zsinórokra kötött csomókkal jelölték. A zsinór legfelső részére helyezték a legnagyobb, a tízezres számot, lejjebb az ezrest és így tovább, egészen az egyig. A csomók, vagyis a kipuk kezelését a kipukamajunak, azaz számadónak (szó szerint: „kipu készítő”) nevezett indiánok látták el. Falunként legalább négy ilyen tisztség volt.
Az ókori civilizációk között számos olyan „világrekordot” állítottak fel, amelyet csak a modern ipari társadalmak voltak képesek túlszárnyalni:
- útépítés (a birodalmat sűrű és hosszú útrendszerrel hálózták be)
- 40 – 50 m hosszú függőhidak
- egységes közigazgatás (az úthálózat tette lehetővé)
- katonai mozgósítás (szintén a remek úthálózat segítségével)
- posta- és futárszolgálat (a hírek és a parancsok rövid idő alatt eljutottak az ország minden tájára, valamint a tenger mellől lévő városokból a beljebb lévő városokba szállították a halat)
- raktárházak (az utak mentén építettek raktárakat, elsődlegesen raktározás céljából, másodlagosan a futárok és az útépítők ott voltak elszállásolva)
- teraszrendszerek, amelyek ma is működnek (az Andok fennsíkjain és a meredek folyóvölgyekben a területeket termővé tették: földet szállítottak oda és terasz-szerűen felépítették a folyó völgyét, oly módon, hogy előre megtervezték, hogy a nagyméretű teraszok a tetőtől egészen az aljáig öntözhetőek legyenek)
- az ókori jellegű civilizációk közül ők hozták évről évre a legnagyobb terméshozamot

## Építészet

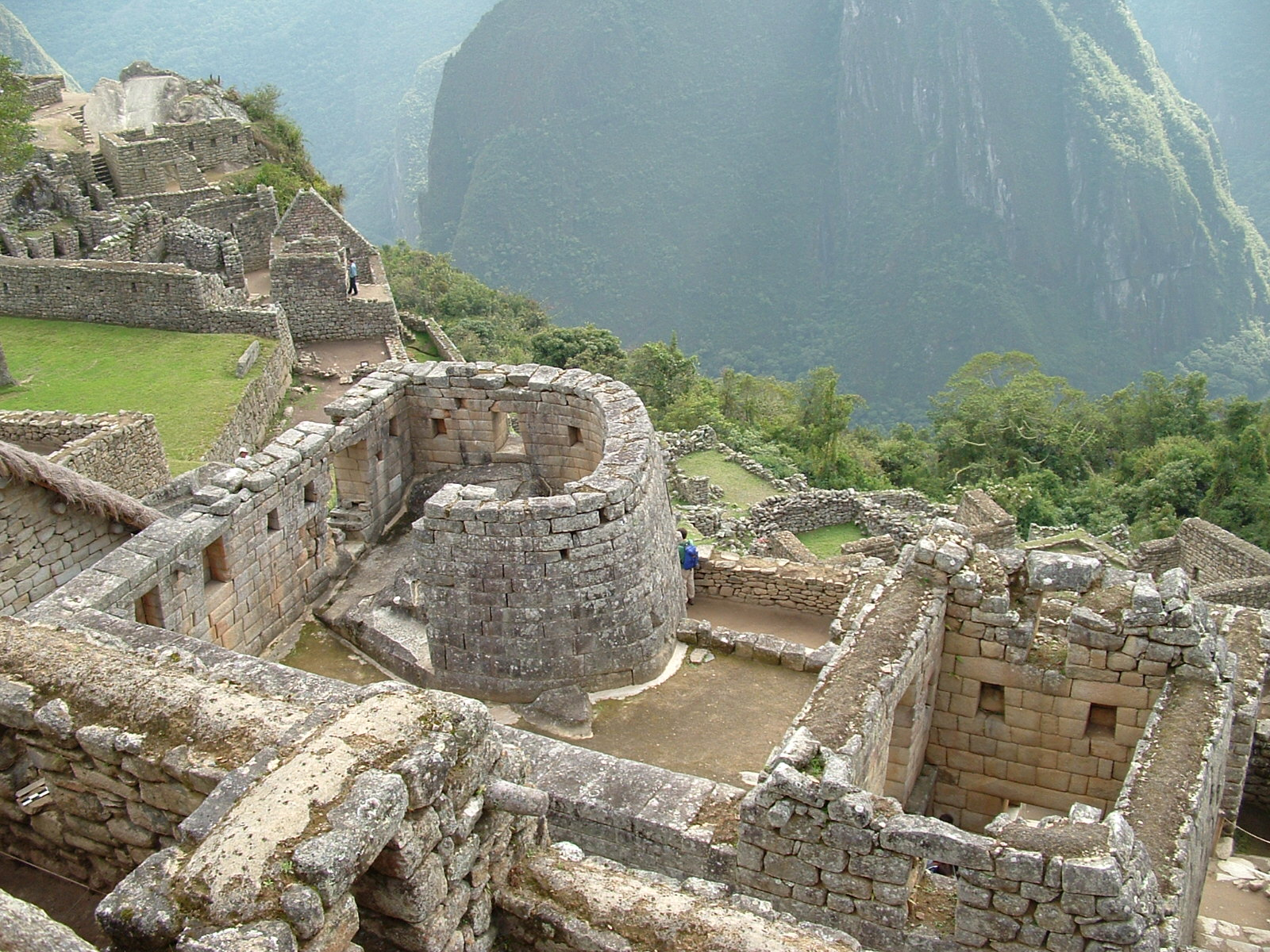
Naptemplom avagy Torreon

Az inkák építészetileg rendkívül nagy teljesítményt nyújtottak:
- Saqsayhuaman
- Cuzco
- Ollantaytambo
- Pisaq
- Vilcashuaman
- Machu Picchu

## Inka világkép és várostervezés
Az inkák nézete szerint az ember kötelessége a természet megőrzése és megvédése. E szerint szükséges az emberek és a természet közötti kölcsönösség fenntartása.

## Az Inka út

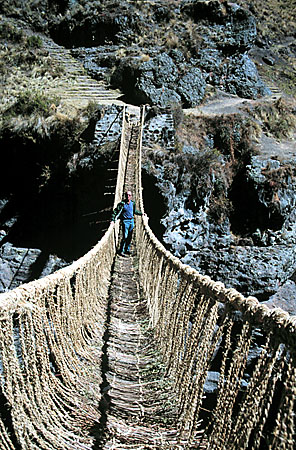
Inka kötélhíd

Az Inka Birodalomban az utak a főbb központokat kötötték össze egy rendkívül nagy kiterjedésű területen (mai Peru, Ecuador, Bolívia, Chile és Argentína egy része).
Quitótól Cuzcón át a mai Tucumán területéig húzódott az 5200 km hosszú Királyi út, amely a legfontosabb útvonal volt. A partvonalat egy a Királyi úttal párhuzamosan haladó 4000 km hosszú út követte. Huayna Capac uralkodása idején az Inka Birodalom 16 000 km úttal bővült.
Az utak mentén 4 km-enként futárok részére kialakított állomáshelyek voltak. A futárok szóbeli vagy csomókkal zsinórokra rögzített üzeneteket vittek.
Az Inka utak havas hegyszorosokon és forró sivatagokon vezettek keresztül, vízelvezető csatornák, lépcsők és alagutak közbeiktatásával.
Hernando Pizarro így írt az utakról egy levelében:
„A hegyvidéki utat látni kell, mert még ilyen nehéz terepen nem láttam még ilyen gyönyörű utakat. Az összes patak kőből vagy fából készült híddal van ellátva. ”
Az Inka utakat gyalogos emberek és lámakaravánok igényeinek megfelelően építették. Szélességük 2,5 és 6 m között változott.
Az Inka út rengeteg régészeti emléket rejteget. 1941-ben Wiñaywayna romjait fedezték fel, amely a harmadik legnagyobb település.
A '80-as években egy régészcsoport felfedezte Phuyupatamarcát és Wiñaywaynát összekötő lépcsősort, több települést és egy utat.
2001 augusztusában egy kutatócsoport az úthálózat egy újabb szakaszára bukkant.
Azt követően újabb romokra bukkantak és valószínűleg még mindig vannak felfedezésre váró romok az egykori Inka Birodalom területén.

### Könyvek
- Az inka birodalom; ford. Halász Gyula; Franklin, Bp., 1930 (Világjárók. Utazások és kalandok)
- Bartha Mária: Machu Picchu – Rejtély és harmónia, Pannónia Könyvek (Pro Pannonia Kiadói Alapítvány, Molnár Nyomda, Pécs, 2004) ISBN 963-9498-23-8
- Inkák és konkisztádorok; vál., ford., bev., jegyz. Szokoly Endre; Gondolat, Bp., 1964 (Világjárók. Klasszikus útleírások)
- Benedek István: Varázslás és orvoslás az azték, maya és inka birodalomban; Magvető, Bp., 1976 (Gyorsuló idő)
- Marion Wood: Művelődéstörténeti képeskönyv fiataloknak – Az ősi Amerika (Holnap Kiadó, Budapest, 2001) ISBN 963-346-480-3
- Herber Attila, Martos Ida, Moss László, Tatár Csilla és Tisza László: Történelem 3. (Reáltanoda Alapítvány, Budapest, 2004) ISBN 963 0444 283